# Мавзолей Карашаш-ана
Мавзолей Карашаш-ана (каз. Қарашаш ана кесенесі) — пам'ятка історії та архітектури XII—XIX століття в Шимкенті, в центральній частині Сайраму. За легендою в ньому покоїться мати святого суфія Ходжі Ахмеда Ясаві. Нинішня будівля побудована в XIX столітті на місці зруйнованої середньовічної споруди.

## Легенди
Згідно з переказом, описаним в «Трактаті про святих Мадінат ал-Байда й Іспіджаб» (кінець XVII — початок XVIII ст.), Карашаш-ана була дочкою відомого в Сайрамі шейха Муси — найвідомішого з учнів Ібрагім-ати, батька Ходжі Ахмеда Яссаві. Перекази кінця XVII століття також називають її дочкою, сестрою або двоюрідною сестрою шейха Умара Багістані, шанованого в Ташкенті як святого. За легендами Карашаш-ана була однією з найбільш освічених, вихованих і грамотних жінок свого часу. Родом зі знатної й багатої сім'ї, Карашаш-ана була зарозумілою. Вона володіла даром цілительства, допомагала людям розтлумачувати та розуміти сни. Знаменита жінка багато часу приділяла вихованню не тільки своїх дітей, допомагаючи всім стражденним і хворим.
За переказами, колись до верхівки купола було прив'язане пасмо чорного волосся (каз. Карашаш — «чорнява»).

## Вивчення та охорона
1925 року пам'ятку обстежив сходознавець Михайло Массон, який описав мавзолей в історико-археологічному нарисі «Старий Сайрам». Майже через 40 років на замовлення Чімкентського обласного музею обласний відділ у справах будівництва та архітектури (Т. Піднебесна) виконав детальні обміри, супроводивши креслення короткою історичною довідкою та описом.
У 1982 році пам'ятка була включена в список пам'ятників історії й культури Казахської РСР республіканського значення і взято під охорону держави. За радянських часів неодноразово оновлювався купол, змінюючи свою форму. У 1996 році він був покритий білим листовим металом, що спотворило вигляд пам'ятника.
У 1983 році у зв'язку з реставрацією мавзолею обміри були деталізовані. У другій половині 1980-х — початку 2000-х років мавзолей розглядався в ряді наукових публікацій у зв'язку з особливостями композиції двохпортальних мавзолеїв (Бауиржан Байтанаєв, Юрій Йолгін).

## Опис
Вважається, що після смерті Карашаш-ани було зведена меморіальна споруда, але вона не збереглася. Збереглася до нашого часу споруда, за свідченням Михайла Массона, який застав очевидців будівництва, яка була зведена в 1851-1852 роках. Не виключено, що, починаючи з 1860-х років мавзолей неодноразово перекладався, на що вказують відмінності в кладці стін — кілька нижніх шарів цегли складені на глиногіпсовому (ганчовому) розчині, вище йде глина.
Мавзолей Карашаш-ана — портально-купольна однокамерна споруда. Загальні розміри — 6,8×8,6 м, висота 7,25 м. Складений на бутовому фундаменті з чотирикутної обпаленої цегли розмірами 27×27×5 см. Використано також дерево, глина та інші природні матеріали. При зведенні стін додатковою опорою є арча — в нижній частині стіни прокладено дерев'яний ростверк з дерев'яних брусів, з'єднаних між собою залізними кованими скобами. Увінчана сферичним куполом на барабані, заснованому на кутових вітрилах, що переходить у восьмерик. Південно-західний і південно-східний фасади оформлені рівнозначними порталами з високими стрілчастими нішами. Лицьові площини кутових пілонів прикрашені неглибокими стрілчастими й прямокутними нішами. У декорі фасадів використана цегляна рустовка. В інтер'єрі склепіння купола потиньковане, світловий проріз над входом заставлений гратами-панджарою з дерева. Підлоги цегляні, на піщаній подушці. У центрі мавзолею знаходиться могила Карашаш-ана, викладена мармуровими плитками. Дерев'яні деталі, використані в будівництві, і вирізаний з дерева орнамент теж не піддалися гниттю.
Поруч з мавзолеєм Карашаш-ана знаходяться могили її близьких — Ібрагім-ходжі, Сулеймен-ходжі, Салім-ходжі й Даут-ходжі.